# Charles Bargue
Charles Bargue (geboren 31. März 1825 in Paris; gestorben 6. April 1883 ebenda) war ein französischer Maler, Zeichner und Lithograf.

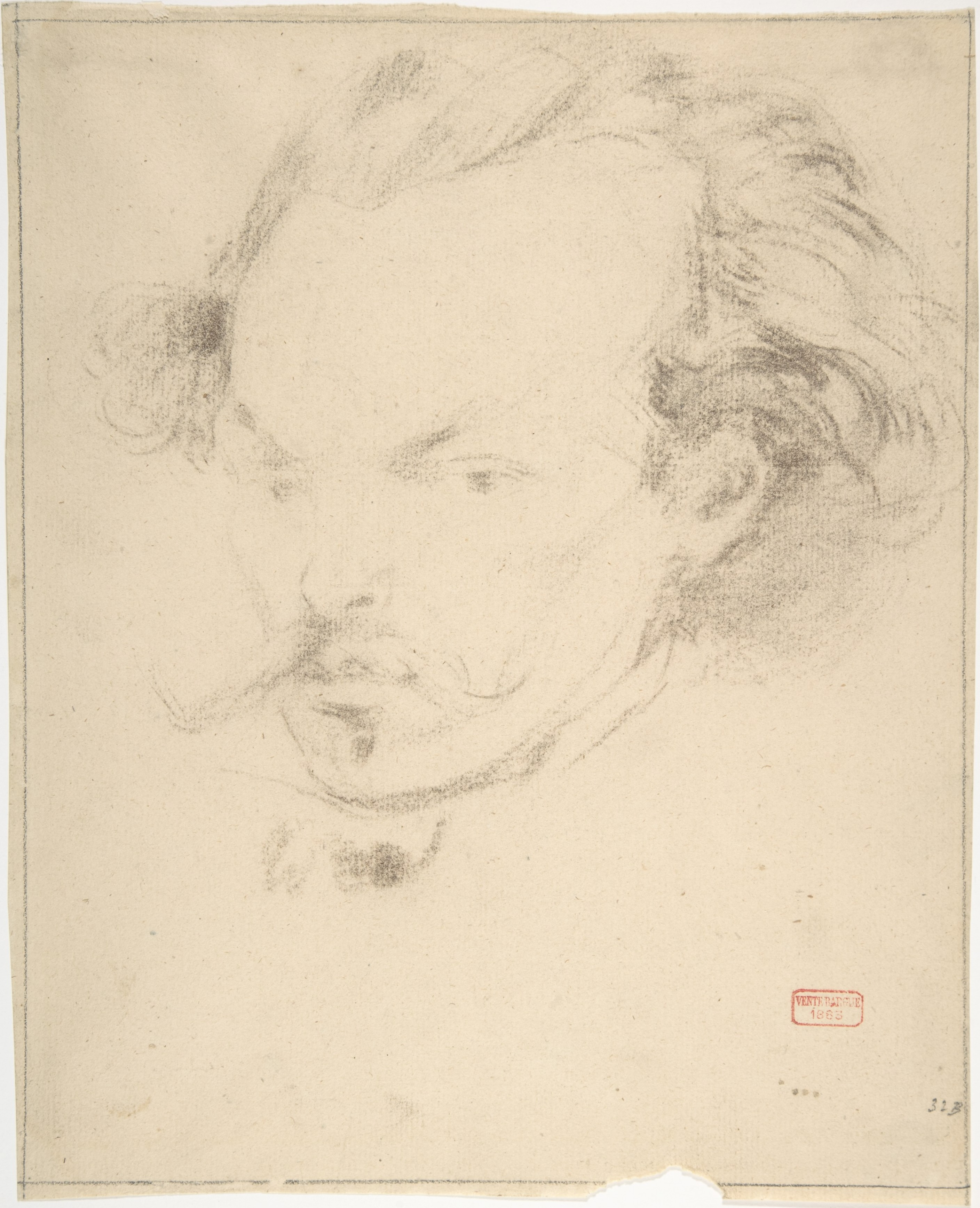
Porträt des Künstlers, undatiert [1863], Kreidezeichnung, 27,6 × 22,1 cm.

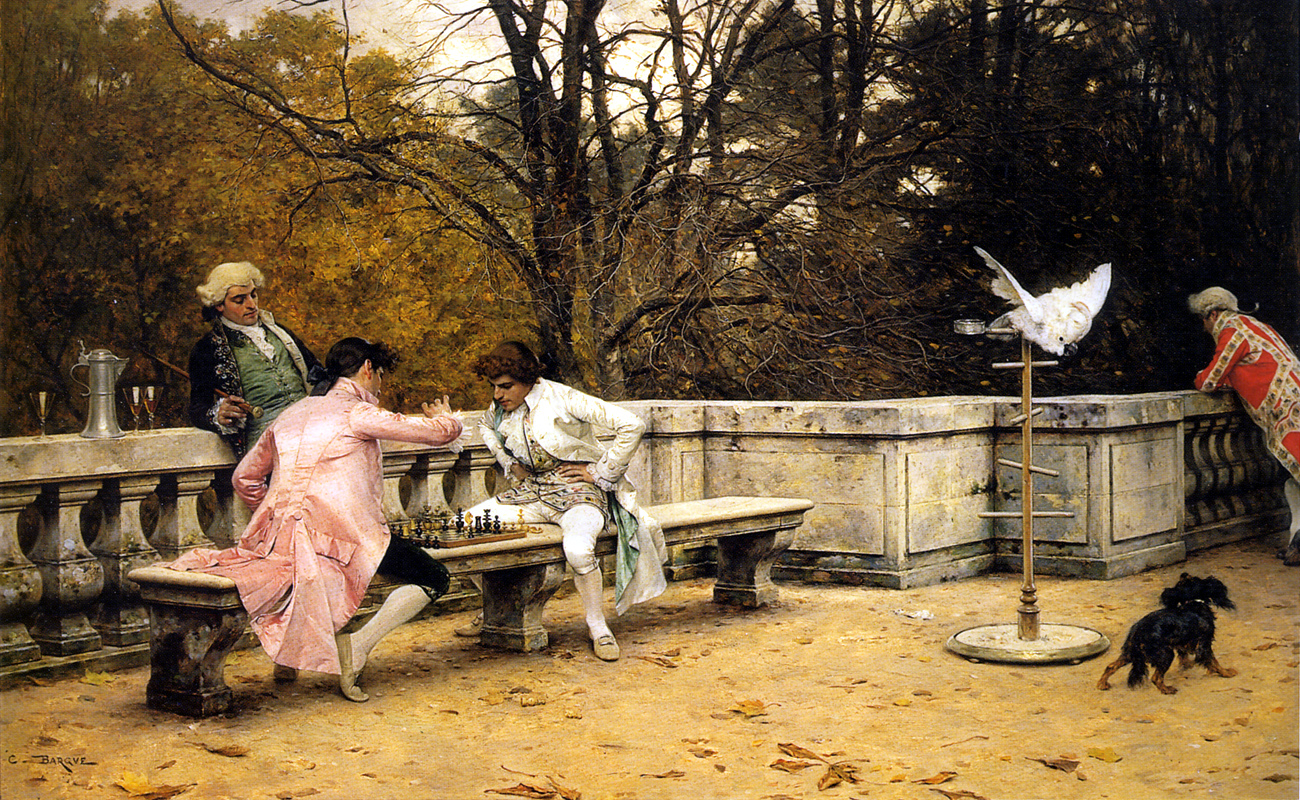
Le jeu d’échecs, 1882, Öl auf Holz, 16,5 × 23,3 cm.

Charles Bargue, anfangs ein Genre- und Porträtmaler, ist vor allem für seine Gemälde bekannt. Mit Jean-Léon Gérôme schuf er einen legendären Zeichenkurs (Cours de Dessin), der in den 1860er und 1870er Jahren in Paris veröffentlicht wurde. Während des größten Teils des nächsten halben Jahrhunderts wurde diese Sammlung von fast 200 meisterhaften Lithografien von Kunststudenten weltweit kopiert, er führte die Schüler von Gipsabgüssen zum Studium der Entwürfe der großen Meister und schließlich zum Zeichnen eines lebenden Modells. Bargue bereiste Nordafrika und den Balkan, was sich in seinen Werken des Orientalismus niederschlug. 
Pablo Picasso und Vincent van Gogh zogen seine Arbeit heran.